# Jerry Hadley
Jerry Hadley (16. juni 1952 – 18. juli 2007) var en amerikansk operasanger og tenor. Han modtog tre Grammy Awards for sine præstationer i indspilningerne af Jenůfa (2004: Grammy Award for bedste operaindspilning), Susannah (1995: Grammy Award for bedste operaindspilnning) og Candide (1992: Grammy Award for bedste klassiske album). Hadley var den førende amerikanske tenor i næsten to årtier. Han var Joan Sutherland og Richard Bonynges protegé. Hadley var alsidig og sang både opera og operette og på Broadway.